# Tabaí
Tabaí este un oraș în Rio Grande do Sul (RS), Brazilia.